# 铁木尔·卡诺科夫
铁木尔·鲍里索维奇·卡诺科夫（羅馬化：Timur Borisovich Kanokov；1972年9月24日—）是俄罗斯政治人物，第八届国家杜马代表。
多年来，卡诺科夫担任斯摩棱斯克州州长顾问、批发和零售市场协会基本建设和内部发展副会长。2016年，他曾参加第七届国家杜马选举；然而，他未能当选。2021年9月起担任第八届国家杜马代表。

## 制裁
卡诺科夫于2022年因俄乌战争而受到英国政府制裁。